# Super Furry Animals
A Super Furry Animals walesi pszichedelikusrock-zenekar. 1993-ban alakultak meg Cardiff-ban.
Tagjai: Gruff Rhys, Huw Bunford, Guto Pryce, Cian Ciaran és Dafydd Ieuan. Volt tagok: Rhys Ifans. (Ifans később jelentős színészi karriert futott be.)
Az ötödik nagylemezük, a Rings Around the World bekerült az 1001 lemez, amit hallanod kell, mielőtt meghalsz című könyvbe is. 
Pályafutásuk során áttértek az alternatív rock, indie rock, power-pop, electronica és Britpop műfajokra is.
2010-ben feloszlottak, ám 2015 óta megint együtt vannak, és a mai napig működnek.

## Diszkográfia
- Fuzzy Logic (1996)
- Radiator (1997)
- Guerrilla (1999)
- Mwng (2000)
- Rings Around the World (2001)
- Phantom Power (2003)
- Love Kraft (2005)
- Hey Venus! (2007)
- Dark Days/Light Years (2009)